# Rivière de la Trinité
Pour les articles homonymes, voir Saint-Nicolas.
La  rivière de la Trinité est située dans la municipalité régionale de comté (MRC) de Manicouagan, dans la région administrative de la Côte-Nord, au Québec, au Canada.

## Géographie
Le bassin de la rivière de la Trinité est situé entre celui de la rivière Godbout (à l'ouest) et celui de la Petite rivière de la Trinité (à l'Est).
Le lac du Mélèze, situé à Lac-Walker, constitue le lac de tête de la rivière de la Trinité. En descendant vers le sud délimitant l'est la zec de la Rivière-de-la-Trinité, la rivière traverse la municipalité de Baie-Trinité où elle se déverse dans le fleuve Saint-Laurent après voir passé sous la route 138 qui longe le littoral.

## Toponymie
Le toponyme « Rivière de la Trinité » a été officialisé le 5 décembre 1968 à la Banque des noms de lieux de la Commission de toponymie du Québec.